# Кривицы (Владимирская область)
Кривицы — деревня в Муромском районе Владимирской области России, входит в состав Ковардицкого сельского поселения. 

## География
Деревня расположена на берегу реки Жерновка в 15 км на юг от центра поселения села Ковардицы и в 12 км на юго-запад от Мурома.

## История
Деревня впервые упоминается в окладных книгах Рязанской епархии 1676 года в составе Лазаревского прихода, в ней был двор помещиков, в котором жил приказчик, 6 дворов крестьянских и 1 бобыльский.
В конце XIX — начале XX века деревня входила в состав Карачаровской волости Муромского уезда, с 1926 года — в составе Муромской волости . В 1859 году в деревне числилось 45 дворов, в 1905 году — 68 дворов, в 1926 году — 110 дворов.
С 1929 года деревня являлась центром Кривицкого сельсовета Муромского района, с 1954 года — в составе Подболотского сельсовета, с 2005 года — в составе Ковардицкого сельского поселения. 

## Население
| 1859 | 1905 | 1926 | 2002 | 2010 | 2012 | 2021 |
| ---- | ---- | ---- | ---- | ---- | ---- | ---- |
| 302  | ↗427 | ↗592 | ↘151 | ↗152 | ↗178 | ↗194 |